# Cmentarz żydowski w Prudniku
Cmentarz żydowski w Prudniku – zabytkowy kirkut przy ul. Kolejowej w Prudniku, oddany do użytku w 1859.

## Historia
Pierwszy cmentarz żydowski w Prudniku powstał w 1541 na tak zwanej Górze Piaskowej przy drodze do Jasiony. Był to pierwszy nowożytny kirkut na Śląsku. Cmentarz służył miejscowym Żydom aż do wygnania ich z miasta przez cesarza Rudolfa II Habsburga w 1570.
Żydzi wrócili do Prudnika w 1812. Z powodu braku kirkutu w mieście, chowani byli na cmentarzu w pobliskiej Białej. W 1849 postulowali przekazanie im części nowego cmentarza komunalnego. Nowy cmentarz żydowski w Prudniku założono w 1859 przy ul. Kolejowej. W 1906 gmina żydowska wzniosła na terenie cmentarza kaplicę i budynek bramny, a całość została ogrodzona metalowym płotem zaprojektowanym we Wrocławiu.
W 1939 cmentarz przeszedł na własność Zrzeszenia Żydów w Niemczech. Pochowano na nim 39 więźniarek obozu pracy Arbeitslager Neustadt O/S. Pomimo ostrzeliwania miasta (głównie ul. Kolejowej) przez żołnierzy Armii Czerwonej podczas bitwy o Prudnik w 1945, kirkut nie został zniszczony. Po zakończeniu II wojny światowej, 1 kwietnia 1946 na cmentarzu złożono ciała 27 więźniów obozu Auschwitz-Birkenau, którzy zostali zabici w mordzie w Niemysłowicach 25 stycznia 1945. Na cmentarzu doszło do licznych aktów wandalizmu i kradzieży niektórych macew.
21 sierpnia 2002 cmentarz wizytował ambasador Izraela w Polsce Szewach Weiss. W 2001 Gmina Wyznaniowa Żydowska we Wrocławiu, w której zasięgu terytorialnym znajduje się Prudnik, wnioskowała o zwrócenie jej skweru, na którym stała synagoga, a także cmentarza żydowskiego. Gmina Prudnik przekazała te tereny gminie żydowskiej w 2009.

## Obiekty

### Nagrobki
Na powierzchni 0,2 ha zachowało się około 140 nagrobków. Zostały wykonane z marmuru, granitu, piaskowca i kamienia wapiennego. Inskrypcje w językach hebrajskim i niemieckim. Swoją wysokością wyróżnia się grobowiec Samuela i Esther Fränklów.

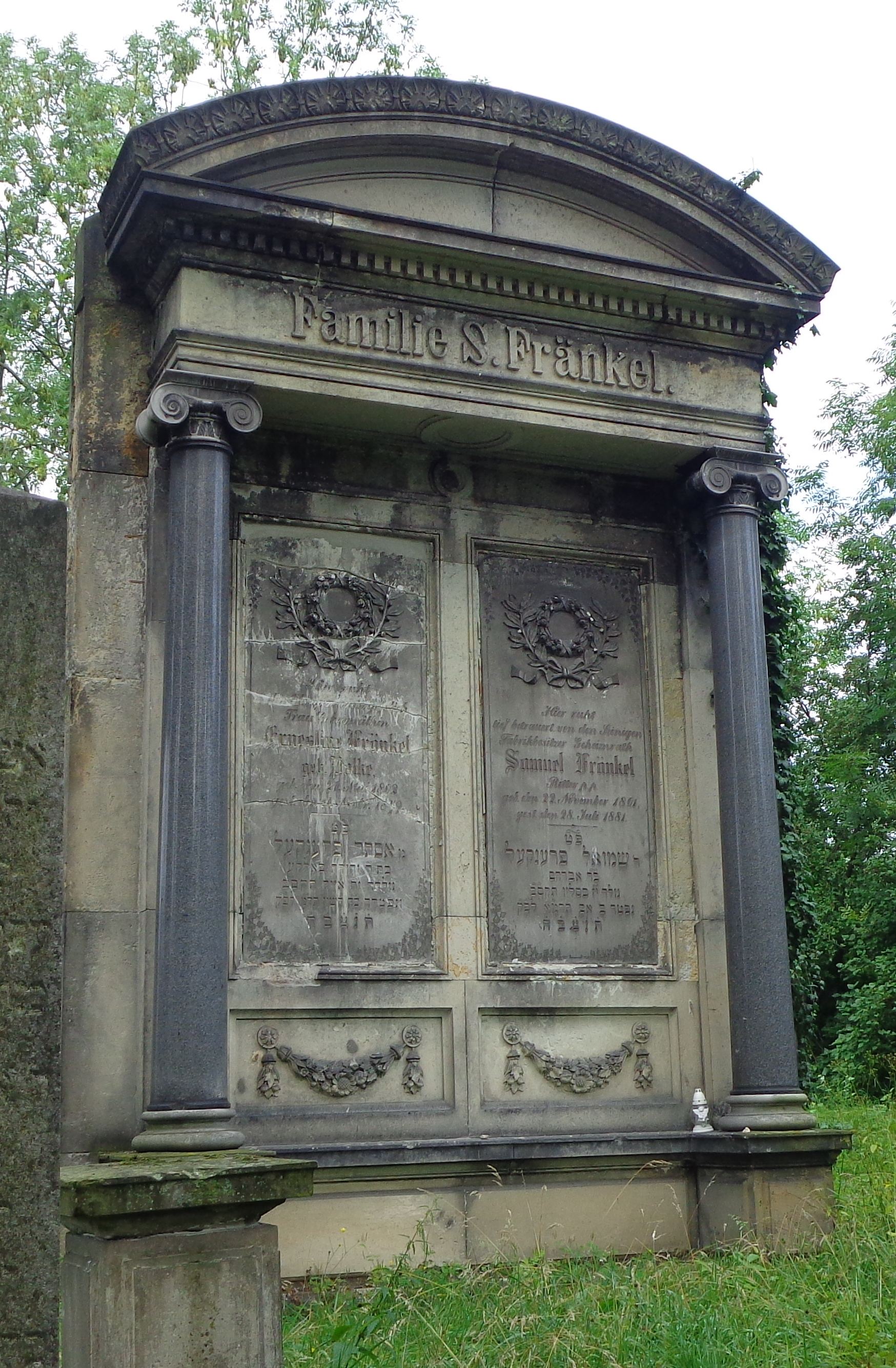
Grobowiec Samuela Fränkla
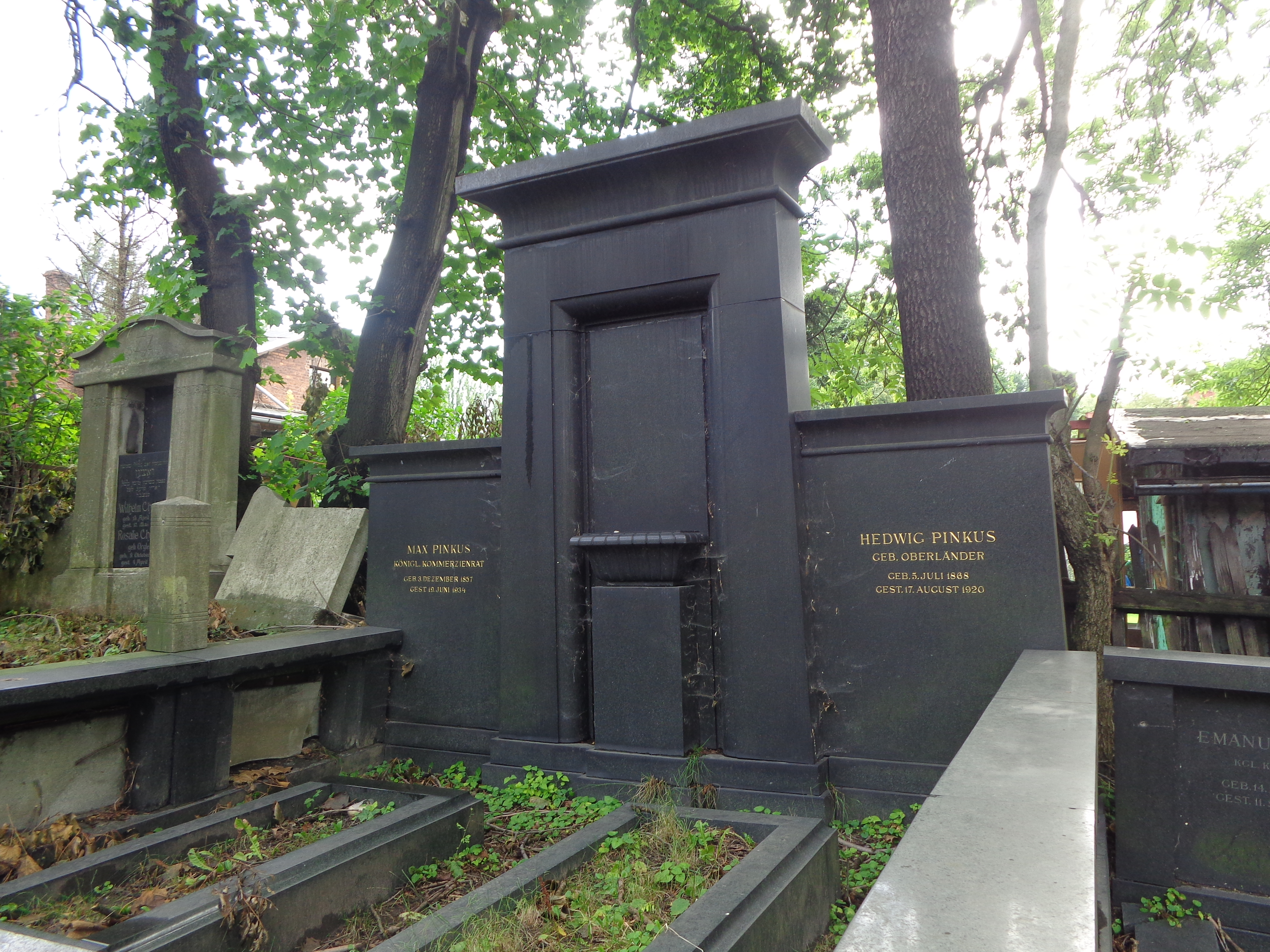
Grób Maxa Pinkusa
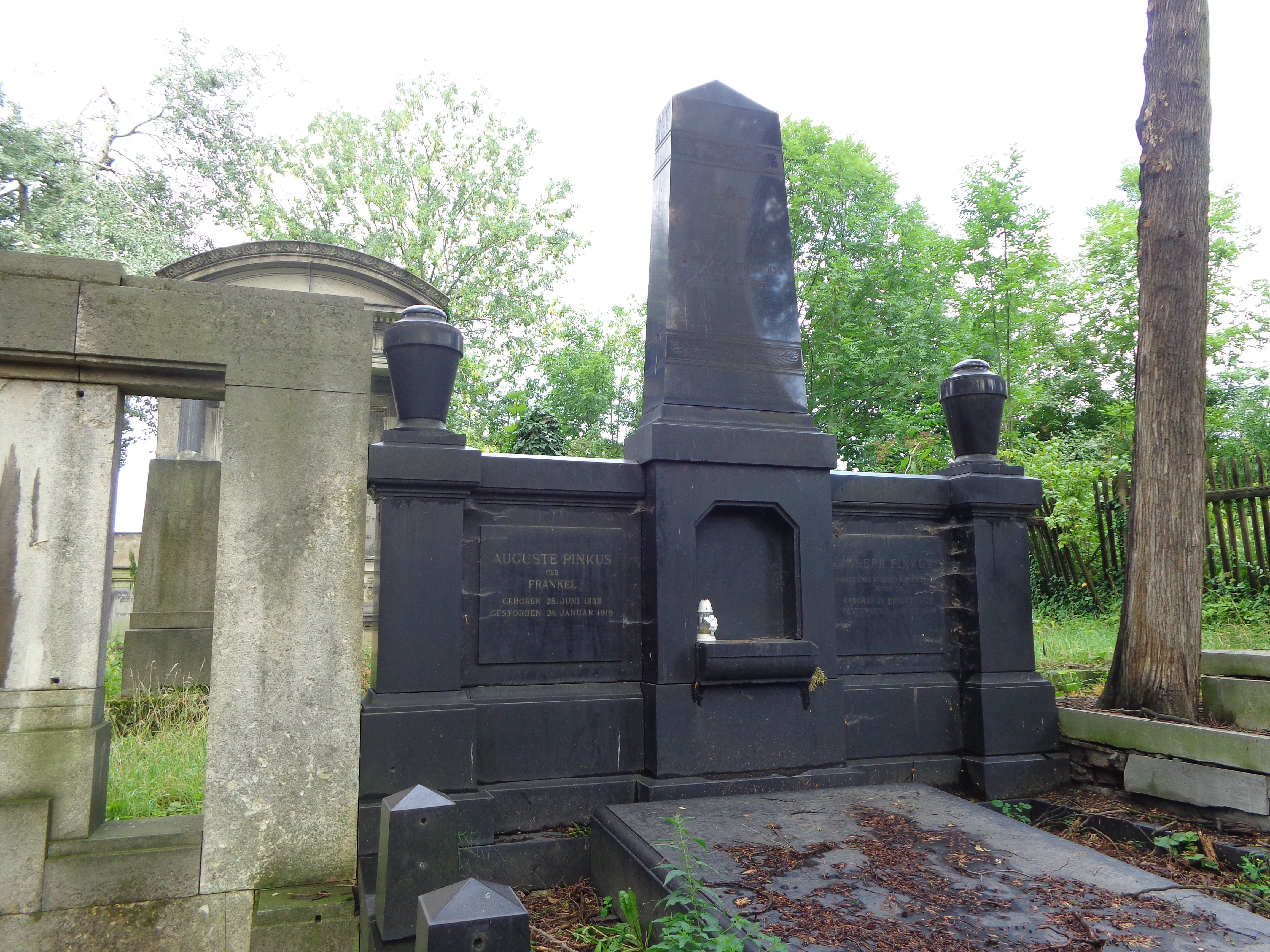
Grób Josefa Pinkusa
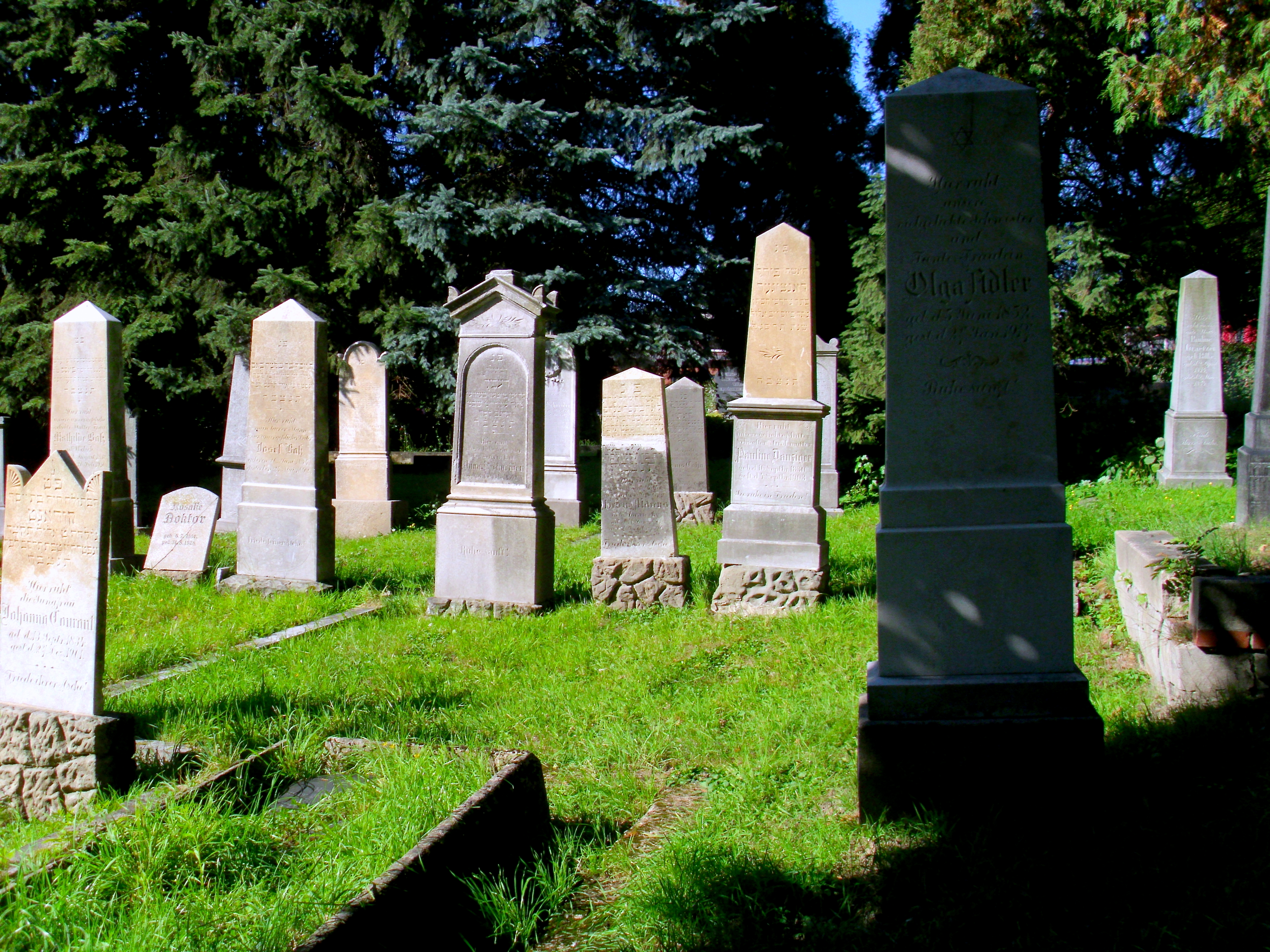
Nagrobki
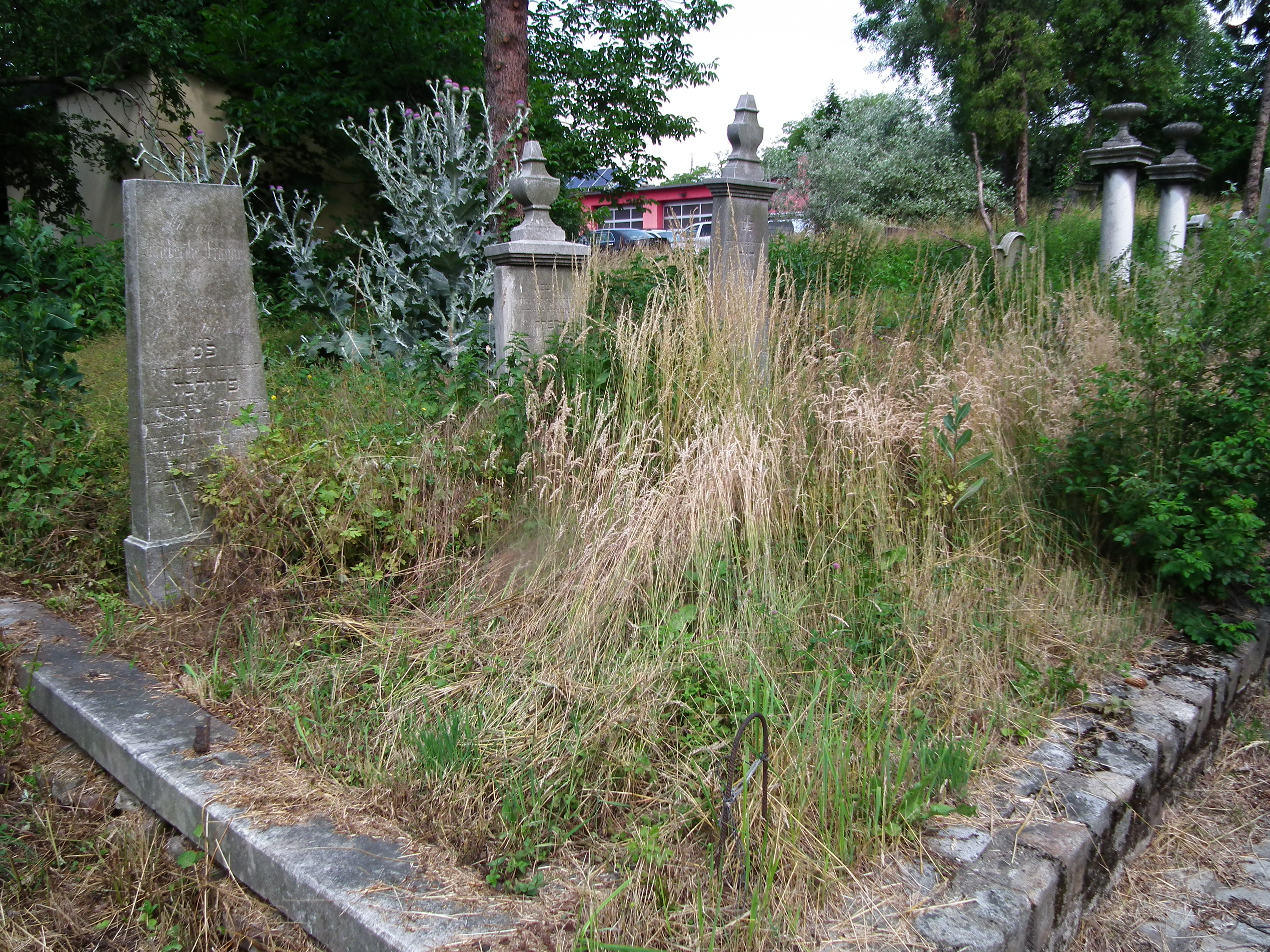
Nagrobki

### Kaplica

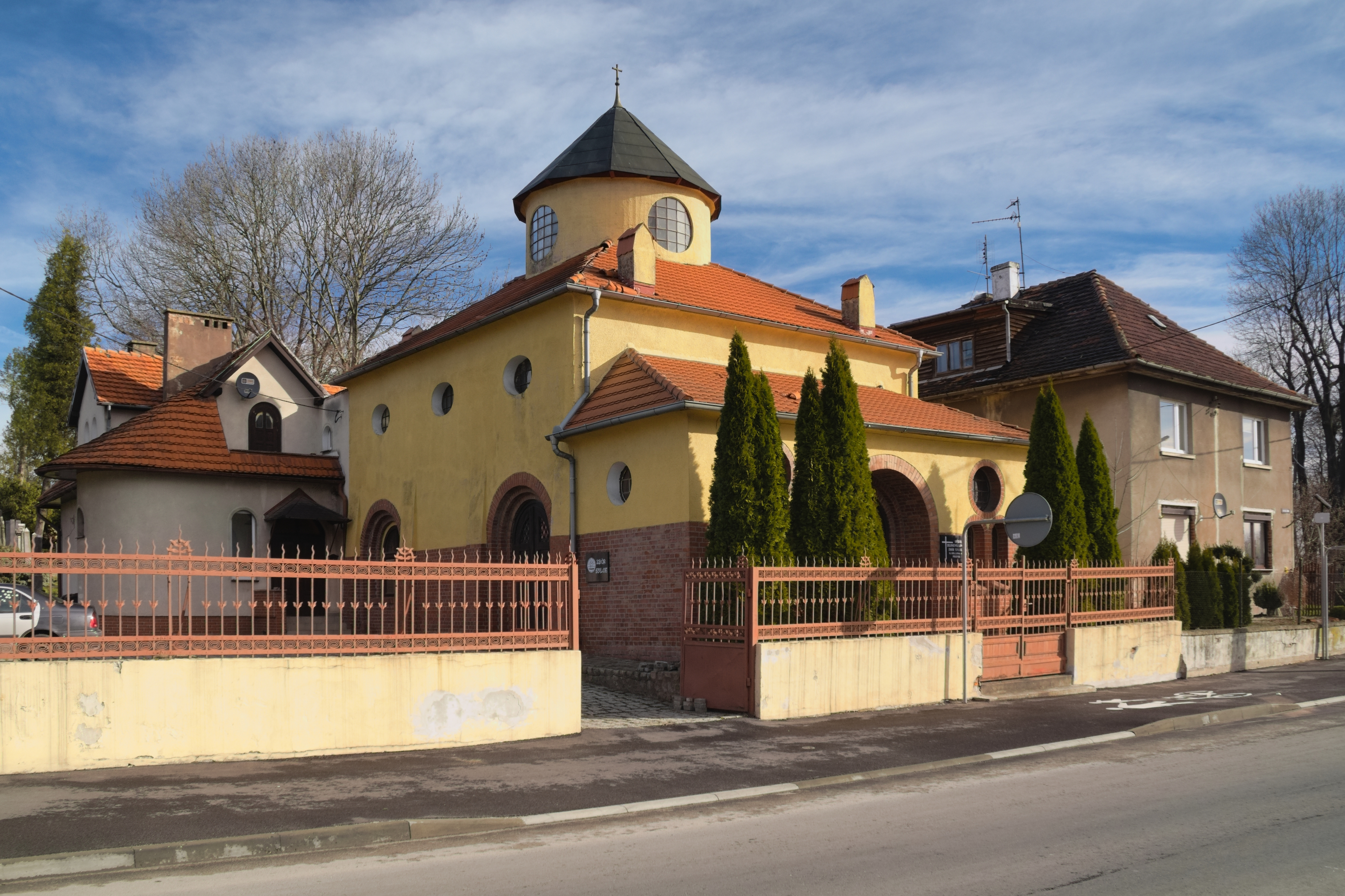
Kaplica, obecnie zbór Kościoła Zielonoświątkowego

Dom przedpogrzebowy na terenie prudnickiego cmentarza żydowskiego został wybudowany w 1906. Według Arkadiusza Barona, do budowy tego obiektu w największym stopniu przyczynił się Josef Pinkus. Posiada unikatową architekturę, wzorowaną na synagogach. Zbudowany został z cegły na planie prostokąta z przedsionkiem od południa. Obecnie w budynku mieści się zbór „Syloe” Kościoła Zielonoświątkowego.

### Pomnik więźniów Auschwitz-Birkenau

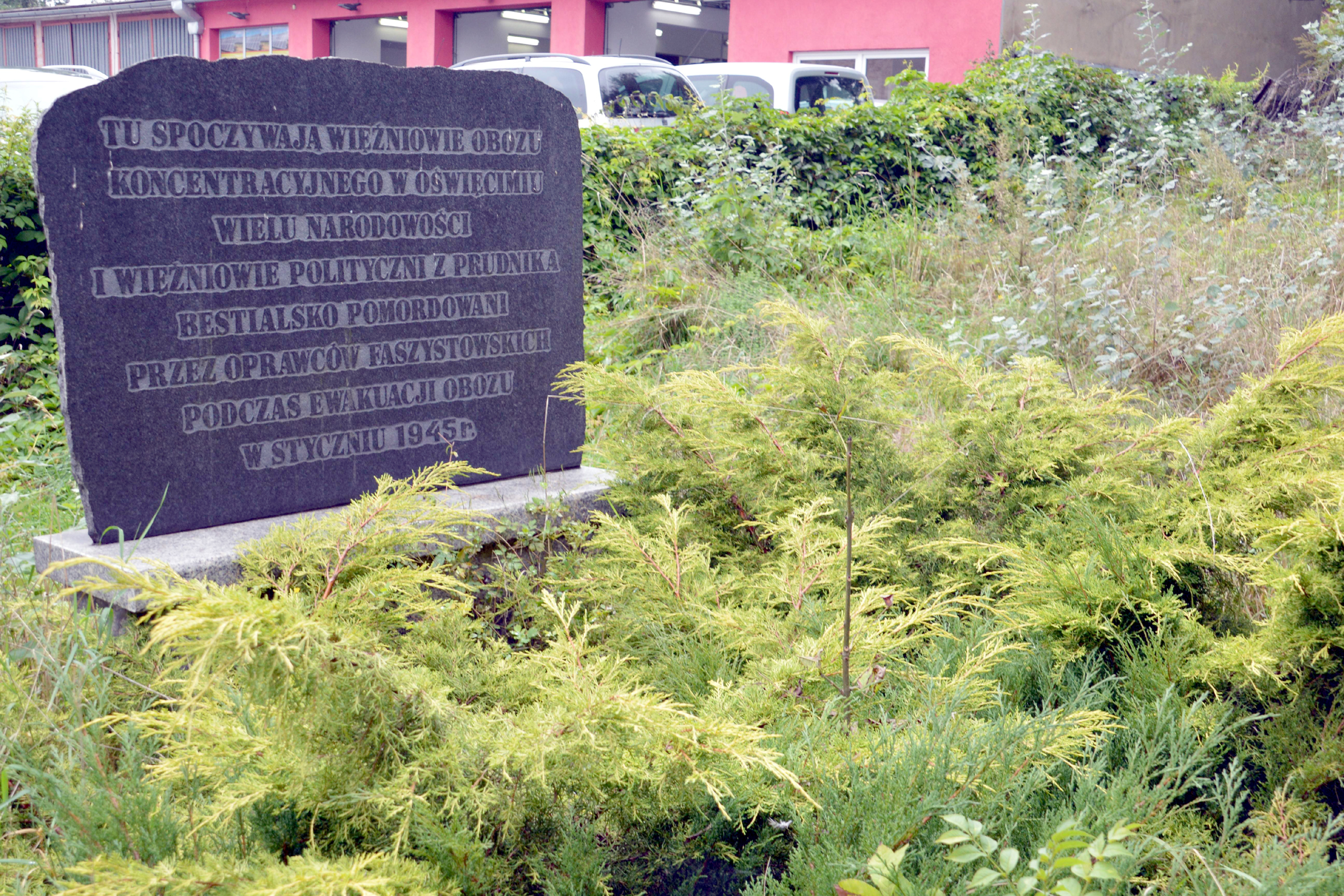
Pomnik Pomordowanych Przez Oprawców Faszystowskich

Pomnik Pomordowanych Przez Oprawców Faszystowskich postawiony w 1965 w miejscu zbiorowej mogiły Żydów – ofiar mordu w Niemysłowicach. W przeszłości napis na tablicy głosił: „Miejsce uświęcone krwią ofiar faszyzmu hitlerowskiego. Tu spoczywają więźniowie Obozu Koncentracyjnego w Oświęcimiu wielu narodowości i więźniowie polityczni z Prudnika bestialsko pomordowani przez oprawców faszystowskich podczas ewakuacji obozu w styczniu 1945 r. Tablicę ufundowało społeczeństwo Ziemi Prudnickiej w XX-rocznicę powrotu Ziemi Zachodnich do Macierzy”. Napis został skrócony do: „Tu spoczywają więźniowie obozu koncentracyjnego w Oświęcimiu wielu narodowości i więźniowie polityczni z Prudnika bestialsko pomordowani przez oprawców faszystowskich podczas ewakuacji obozu w styczniu 1945 r”.

### Ogrodzenie
Od frontu zachował się oryginalny, zdobiony płot. Wejście na teren cmentarza znajduje się od strony ulicy Kolejowej.

## Pochowani na cmentarzu
W 2007 dzięki staraniom Łukasza Wylęgały udało się sporządzić niekompletny spis osób pochowanych na cmentarzu:

- Cäcilie Adler (z domu Doctor)
- Farani Adler (z domu Proskauer)
- Julius Adler
- Moritz Aulterlitz
- Selma Aulterlitz (z domu Goerke)
- (?) Bafz
- (?) Capauner
- Olga Capauner (z domu Mokrauer)
- Joseph Ch?
- Adele Chotzen
- Herbert Cohn
- Natalie Chotzen
- Rosalie Chotzen (z domu Orgler)
- Wilhelm Chotzen
- Benjamin Cohn
- Louis Cohn
- Frlier Czwiklitzer
- Henrite Danziger
- Samuel Danziger
- Cäcilie Deutsch (z domu Fränkel)
- Dorothen Deutsch (z domu Marer)
- Fabian Danziger
- Friedericke Deutsch (z domu Linger)
- Pauline Danziger
- Rosa Da(?) (z domu Reich)
- Marcus Deutsch
- Alfred Doctor
- Flora Doctor (z domu Dittel)
- Rosalie Doctor (z domu Rosenzweig)
- Albert Fränkel
- Anna Fränkel (z domu Kauffmann)
- Auguste Fränkel (z domu Guttmann)
- Emanuel Fränkel
- Emilie Fränkel (z domu Alexander)
- Emma Fränkel (z domu Deutsch)
- Esther Fränkel (z domu Polke)
- Johanna Fränkel (z domu Hasse)
- Joseph Fränkel
- Kurt Fränkel
- Samuel Fränkel
- Simon Fränkel
- Emil Friedl
- Friedericke Friedlander (z domu Courant)
- Georg Gauber
- Isidor Goldschmidt
- Marta Goldschmidt (z domu Lewy)
- Julius Goldstein
- Marie Goldstein
- Rosalie Goldstein (z domu Breslauer)
- Pauline Graetzer (z domu Polke)
- Sigmund Jarm
- Oskar Kassel
- Sigmund Kassel
- Frieda(?) Ke(?)
- Georg Krause
- Minna Krause (z domu Landau)
- Rosa Krause (z domu Czwiklitzer)
- Rosalie Lippman
- Louis Loewenstein
- Alfred Löwe
- Mayer Löwe
- Rosalie Löwe (z domu Fränkel)
- Dora Marcus (z domu Ucko)
- Wilhelm Marcus
- Helene Marrus (z domu Morawsky)
- Lina Miillerz (z domu Kaliski)
- Charlotte Mokrauer (z domu Fiedler)
- Isaac Mokrauer
- Oskar Mokrauer
- Clara Müller (z domu Lewy)
- Salomon Müller
- Alfred Neumann
- Lise Neumann (z domu Fränkel)
- Anna Oppenheim (z domu Doctor)
- Auguste Pinkus (z domu Fränkel)
- Hedwig Pinkus (z domu Oberländer)
- Josef Pinkus
- Max Pinkus
- Ludwig Preifs
- Anna Schneider (z domu Chotzen)
- Abraham (?) Sarhs
- Moritz Schlelinger
- Rosalie Schlelinger (z domu Chotzen)
- Gottlieb Schneider
- (?)onniz Schneider
- (?) Schneider
- Salomon Schott
- Mathilde (?) (z domu Welsch)
- Rosalie (?)